# Bouclier Max-Rousié

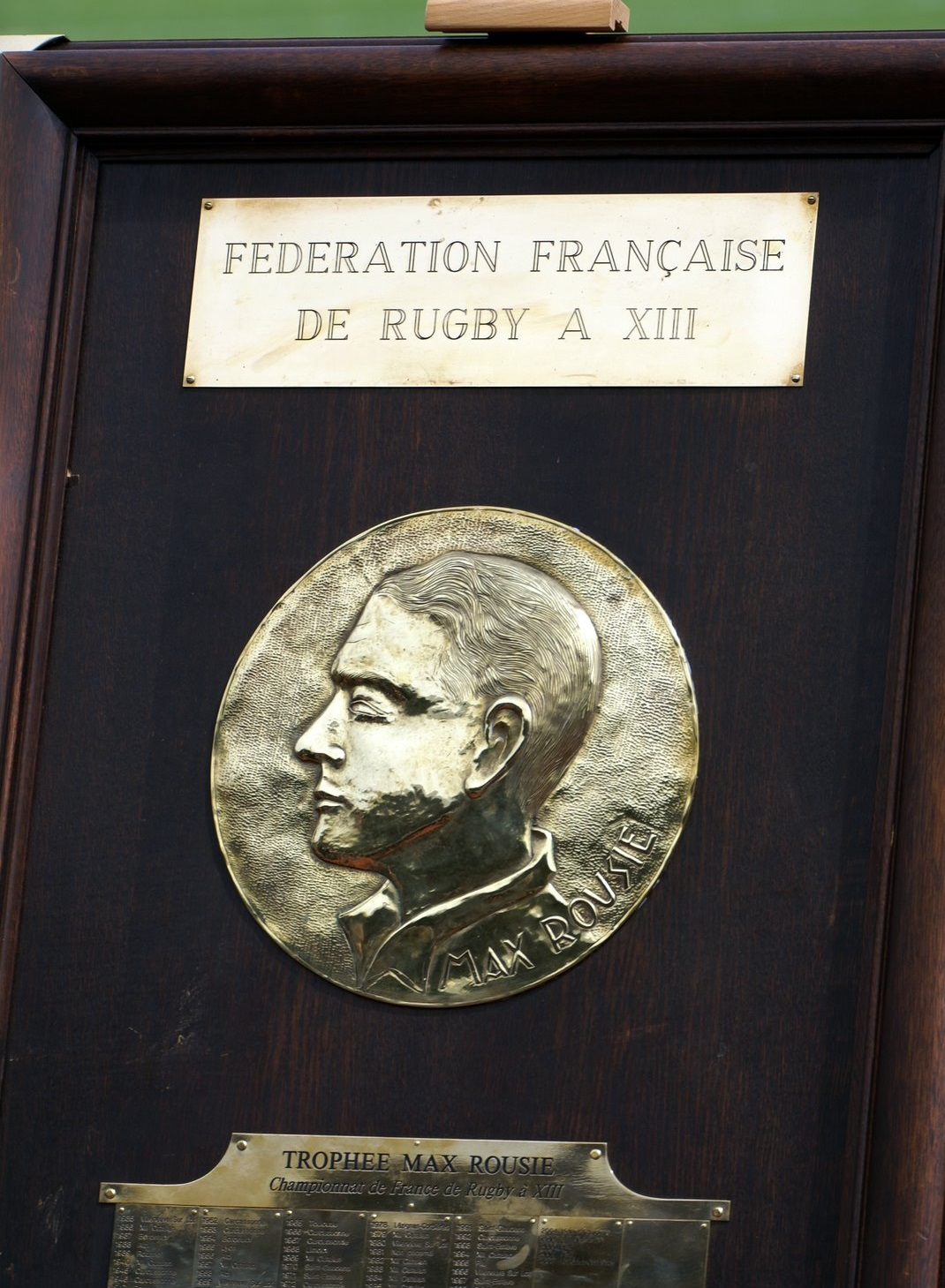
Le bouclier Max-Rousié

Le bouclier Max-Rousié ou trophée Max-Rousié est la récompense décernée à l'équipe victorieuse du championnat de France de rugby à XIII.
Max Rousié, international français à 14 reprises de 1935 à 1940, a donné son nom au trophée mis en jeu chaque année pour la finale du championnat de France de rugby à XIII. C'est à Toulouse, le 7 mai 1960, au cours d'un Comité Directeur, que M. Blain, Secrétaire Général de la Fédération, a présenté le nouveau trophée. Il remplaça l'ancien, à savoir une coupe, qui elle sera déposée sur la tombe de Max Rousié en guise de vasque de fleurs. M. Metge d'Albi suggère que la liste des champions de France figurant sur l'ancien trophée soit reportée sur une plaque qui sera apposée à l'envers du présent challenge. Cette proposition fut adoptée.
Le bouclier Max-Rousié est une planche de bois, orné d'un large médaillon gravé à l'effigie de Max Rousié. Dans le sud de la France, il est appelé familièrement, le planchot (mot qui vient de l'occitan planchòt et du catalan planxot).